# Evtimen
Evtimen iz Massalije (grško Εὐθυμένης ὁ Μασσαλιώτης, Euthymenēs ho Massaliōtēs) je bil grški raziskovalec iz Massalije (sodobni Marseille), dejaven v 6. stoletju pr. n. št.,  ki je raziskoval obalo zahodne Afrike "do izliva velike reke, katere izliv naredi morje sladko ali slankasto". 
Njegova poročila niso ohranjena, vendar se zdi, da jih je, vsaj iz druge roke, poznal Plutarh, ki piše: "Evtimen Masilijan sklepa, da Nil napolnjuje Ocean in tisto morje, ki je zunaj njega, pri čemer je slednje naravno sladko". Evtimen je mislil, da je bila ta reka Nil, vendar je bila  morda Senegal.
Evtimenov zapis je poznal tudi Seneka Mlajši, o njem poročal v Naturales quaestiones (iv.2.22) in ga iz različnih razlogov ovrgel. 
Kip Evtimena, delo kiparja Augustea Ottina, stoji na pročelju marsejske borze skupaj s kipom Piteja.

## Sklic
1. ↑  Virtualna mednarodna normativna datoteka — [Dublin, Ohio]: OCLC, 2003.
2. ↑  (Branigan 1994)